# East Orosi
East Orosi és una població dels Estats Units a l'estat de Califòrnia. Segons el cens del 2000 tenia 426 habitants.

## Demografia
Segons el cens del 2000, East Orosi tenia 426 habitants, 102 habitatges, i 89 famílies. La densitat de població era de 657,9 habitants/km².
Dels 102 habitatges en un 56,9% hi vivien nens de menys de 18 anys, en un 53,9% hi vivien parelles casades, en un 23,5% dones solteres, i en un 12,7% no eren unitats familiars. En el 9,8% dels habitatges hi vivien persones soles el 2,9% de les quals corresponia a persones de 65 anys o més que vivien soles. El nombre mitjà de persones vivint en cada habitatge era de 4,18 i el nombre mitjà de persones que vivien en cada família era de 4,33.
Per edats la població es repartia de la següent manera: un 38,7% tenia menys de 18 anys, un 12,9% entre 18 i 24, un 30,3% entre 25 i 44, un 11,7% de 45 a 60 i un 6,3% 65 anys o més.
L'edat mediana era de 24 anys. Per cada 100 dones de 18 o més anys hi havia 103,9 homes.
La renda mediana per habitatge era de 26.071 $ i la renda mediana per família de 27.738 $. Els homes tenien una renda mediana de 26.902 $ mentre que les dones 9.500 $. La renda per capita de la població era de 4.984 $. Entorn del 37,1% de les famílies i el 51,4% de la població estaven per davall del llindar de pobresa.

## Poblacions més properes
El següent diagrama mostra les poblacions més properes.